# Sakische Sprache
Sakisch war eine mitteliranische Sprache und gehört damit zur Unterfamilie des indoiranischen Zweigs der indogermanischen Sprachfamilie.

## Verbreitungsgebiet
Sakisch war eine südostiranische Sprache der mitteliranischen Sprachstufe und wurde von den antiken Saken (altpers. Saka-, griech. Σάκαι) gesprochen, die gemäß chinesischen, altpersischen und griechischen Quellen seit mindestens 200 v. Chr. im östlichen Mittelasien als Nomaden lebten. Sie wurde erst um 1900 wieder dem Vergessen entrissen. Aus der frühen Nomadenzeit der Saken ist nur eine im Grabhügel von Issyk (4./3. Jahrhundert v. Chr.) gefundene, trotz mehrerer Entzifferungsversuche nicht überzeugend entzifferte Schrift bekannt, die große Ähnlichkeit zu späteren, ebenfalls nicht entzifferten Inschriften in der historischen Region Baktrien hat, auch ihre Bezeichnung als „sakische Schrift“ ist umstritten, ihre Sprache und Lesung ist bisher unbekannt (siehe Artikel Issyk-Kuschana-Schrift).
Für die sakische Sprache typische Wörter, Formen, Namen und Schreibgepflogenheiten finden sich in zumeist auf Sanskrit geschriebenen Texten der indischen Sakas oder Indo-Skythen, sowie in den Inschriften und Münzlegenden aus dem Nordwest-Indien der Sakaperiode (etwa 1. Jahrhundert v. Chr. bis 3. Jahrhundert n. Chr.) wieder. Nach historischen und archäologischen Erkenntnissen waren im 1. vorchristlichen Jahrhundert Saken aus Mittelasien nach Nordwestindien eingewandert und hatten dort eigene Reiche gegründet.

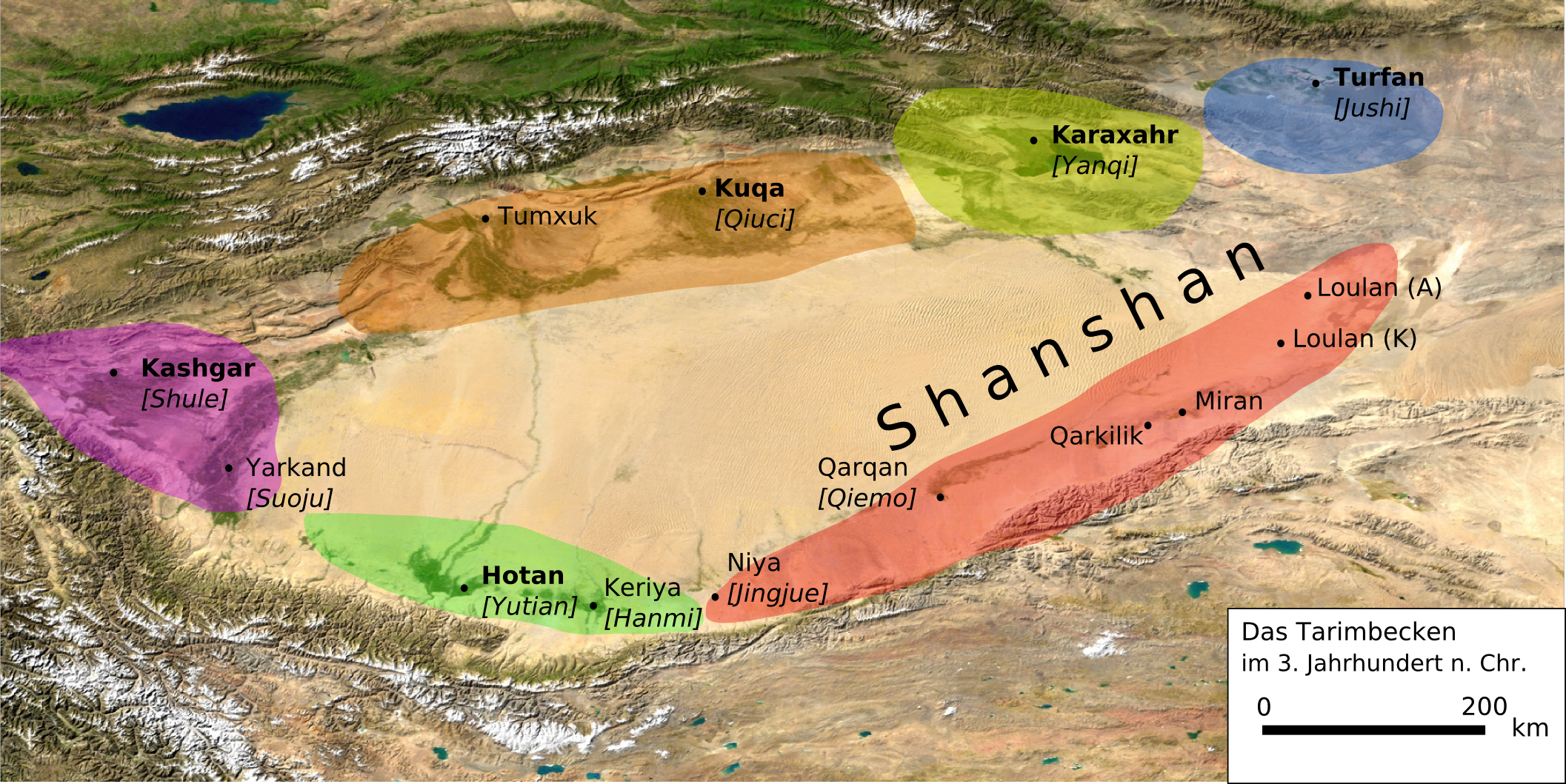
Handelsstädte und Stadtstaaten im Tarimbecken rund um die Taklamakan-Wüste im 3. Jahrhundert n. Chr. Im Königreich von Hotan (grün) und in Tumxuk und Umgebung (westliche Stadt im braunen Königreich von Kuqa) wurde etwa 300 Jahre nach dem Zeitraum dieser Karte in sakischer Sprache geschrieben.

Darüber hinaus wanderten Saken spätestens ab dem 6. Jahrhundert v. Chr. auch ins westliche Tarimbecken ein, wo als einzige Region auch zahlreiche komplette Texte des Sakischen erhalten sind. Sakisch ist hier in zwei Dialekten bekannt geworden, die nach den Hauptfundgegenden „Hotan-Sakisch“ und „Tumxuk-Sakisch“ genannt werden.

## Dialekte

### Hotansakisch

#### Material
Sehr reich bezeugt ist das Hotansakische aufgrund umfänglicher Textfunde aus buddhistischen Klöstern und Heiligtümern im alten Königreich von Hotan, im weiteren Umkreis um die heutige Stadt Hotan (Hetian) südöstlich von Kaschgar, sowie in der Höhle der tausend Buddhas von Dunhuang. Das Reich von Hotan war in der zweiten Hälfte des 1. Jahrtausends n. Chr. ein bedeutendes Zentrum des Buddhismus.
Die Bezeichnung dieser Sprache, die offenbar bald nach der türkischen Eroberung zu Anfang des 11. Jahrhunderts untergegangen ist, als Khotanisch kann sich darauf stützen, dass sie in den Dokumenten selbst genannt wird.

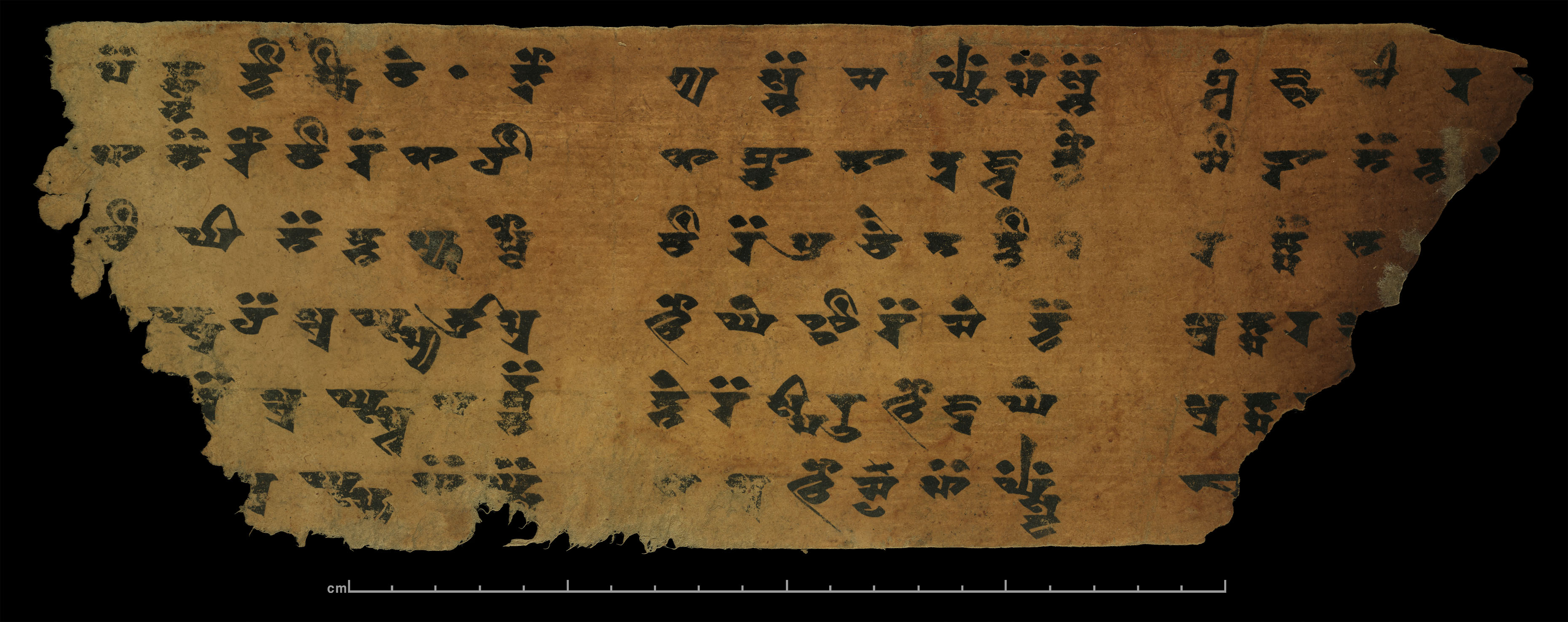
Ausschnitt aus dem Hotan-buddhistischen Poem „Buch des Zambasta“ in Brahmi-Schrift (BLX3542 OR9614 5R1 1)

Die Texte, die aus dem 7. bis 10. Jahrhundert n. Chr. stammen, befinden sich teils in sogenannten Pothi-Handschriften aus beidseitig beschriebenen länglichen Blättern, die mittels einer durch Löcher geführten Schnur zusammengehalten werden, teils auf chinesischen Buchrollen, bei denen die Rückseiten chinesischer Texte zur Niederschrift des hotansakischen Textes (wieder)verwendet wurden. Fast sämtliche erhalten gebliebene Texte sind buddhistischen Inhalts, in der Regel Übersetzungen aus dem Sanskrit; und dass zahlreiche, teils sehr umfangreiche Bilinguen mit chinesischem, tibetischem oder Sanskrit-Paralleltext zur Hand sind, erleichtert ihre sprachliche Interpretation oft beträchtlich.

Der wichtigste Text dieser Gruppe ist ein der ältesten bezeugten Sprachstufe angehörendes Lehrgedicht, das verschiedene Aspekte des Buddhismus behandelt und buddhistische Legenden erzählt, das nach seinem Auftraggeber benannte Buch des Zambasta. Im Übrigen gibt es eine Reihe von Dokumenten und sonstigen profanen Texten wie Briefen, Gedichten und medizinischen Traktaten, sogar ein Reisetagebuch über eine Reise von Hotan nach Srinagar. Nur in geringer Zahl finden sich Holz- und Wandinschriften.

#### Schrift

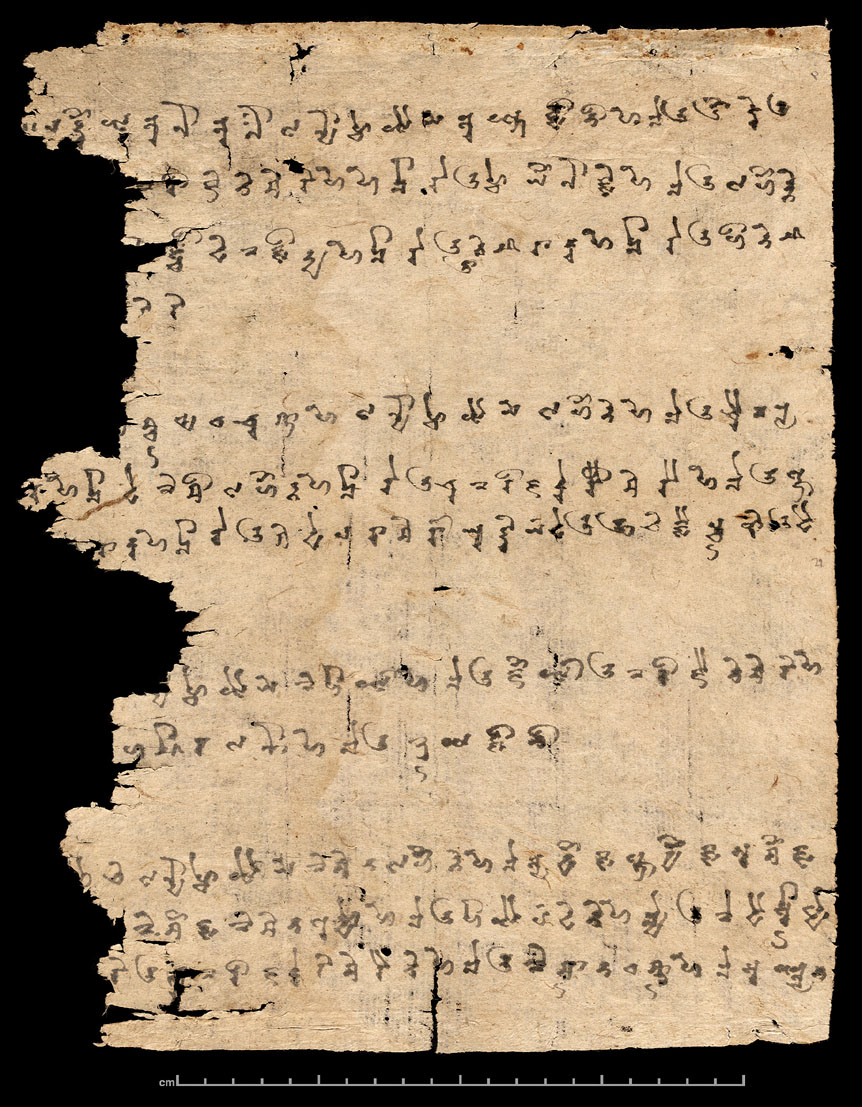
Astrologische Beschreibung der chinesischen Tierkreiszeichen in hotansakischer Kursivschrift (BLI6 OR11252 1R2 1)

Geschrieben sind diese hotansakischen Texte in verschiedenen Varianten der in Zentralasien gebräuchlichen indischen Brahmi-Schrift, die älteren literarischen Texte in einer deutlichen Buchschrift, die späteren Dokumente in einem sehr kursiven Duktus. Dabei musste die Schrift den lautlichen Besonderheiten des Hotansakischen angepasst werden.

### Tumxuksakisch
Weit schlechter als das Hotansakische ist das Tumxuksakische (Tumschuqische) bezeugt, das nur aus einer buddhistischen Handschrift von Tumxuk (nordöstlich von Kaschgar) und einigen in der Nähe gefundenen Urkunden bekannt ist.
Dass es der Sprache von Hotan engstens verwandt ist und dass beide nur verschiedene Dialekte ein und derselben Sprache sind, zeigen eine Reihe morphologischer und lexikalischer Gemeinsamkeiten. Das Tumxuksakische repräsentiert eine altertümlichere Entwicklungsstufe als das Hotansakische, da es bestimmte jüngere Erscheinungen nicht aufweist.